# Herman Ottó-érem
A Herman Ottó-érem a magyar karszt- és barlangkutatás előbbrevitelét szolgáló, kiemelkedő munkásság egyéni elismerésére szolgál. A 90 milliméter átmérőjű bronzplakettet minden évben a Magyar Karszt- és Barlangkutató Társulat érembizottságának javaslata alapján a közgyűlés adományozza. Az érem nem került minden évben odaítélésre, viszont 1986-ban két személy is kiérdemelte.

## Története
1962. január 21-én a Magyar Karszt- és Barlangkutató Társulat közgyűlése a vezetőség és a választmány előterjesztésére határozatot hozott kitüntető emlékérmek és emléklapok alapításáról. A Herman Ottó-érem, a Kadić Ottokár-érem és a Vass Imre-érem tervezője és a gipszminták készítője Kesslerné Szekula Mária volt.

## Kitüntetettek
- 1962. Jakucs László
- 1964. Bertalan Károly
- 1966. Horváth János
- 1967. Dénes György
- 1968. Schőnviszky László
- 1969. Barátosi József
- 1971. Jamrik Károly
- 1972. Venkovits István
- 1974. Benedek Endre
- 1975. Maucha László
- 1976. Balázs Dénes
- 1977. Juhász András
- 1978. Székely Kinga
- 1979. Hazslinszky Tamás
- 1980. Gráf Andrásné
- 1982. Jánossy Dénes
- 1984. Böcker Tivadar
- 1986. Vid Ödön és Szathmáry Sándor
- 1987. Szablyár Péter
- 1988. Hevér Éva
- 1989. Borzsák Péter
- 1991. Kraus Sándor
- 1992. Juhász Márton
- 1996. Kósa Attila
- 1999. Zentai Ferenc
- 2007. Börcsök Péter
- 2008. Adamkó Péter
- 2011. Fleck Nóra
- 2012. Berczik Pál
- 2013. Laufer Csaba
- 2016. Szilvay Péter
- 2017. Veress Márton
- 2019. Kiss Jenő
- 2020. Csepregi István
- 2021. Hegedűs András